# 이집트 제16왕조
이집트 제16왕조는 이집트 제2중간기에 있었던 왕조이다. 이집트 제15왕조와 동시대에 존재했으나 기원전 1650년부터 기원전 1580년까지 70년만 존속했기 때문에 남은 기록도 적다. 이들은 힉소스인과 대립하는 관계가 있는 것으로 알려졌으나, 이들의 정체는 끝내 밝혀지지 않았다. 마네토에 의하면 이 시기에는 30명이 넘는 파라오가 난립하는 매우 심각한 혼란기였다고 한다.
이집트학 연구가인 킴 리홀트에 따르면, 이들은 테베에 존재했다. 리홀트는 16왕조의 파라오로 여러 명을 제시하고 있는데, 아나트-헤르와 야코바암의 존재가 유적으로 확인되었다.